# Pleurothallis alopex
Pleurothallis alopex är en orkidéart som beskrevs av Carlyle August Luer. Pleurothallis alopex ingår i släktet Pleurothallis och familjen orkidéer. Inga underarter finns listade i Catalogue of Life.